# Narcisismo

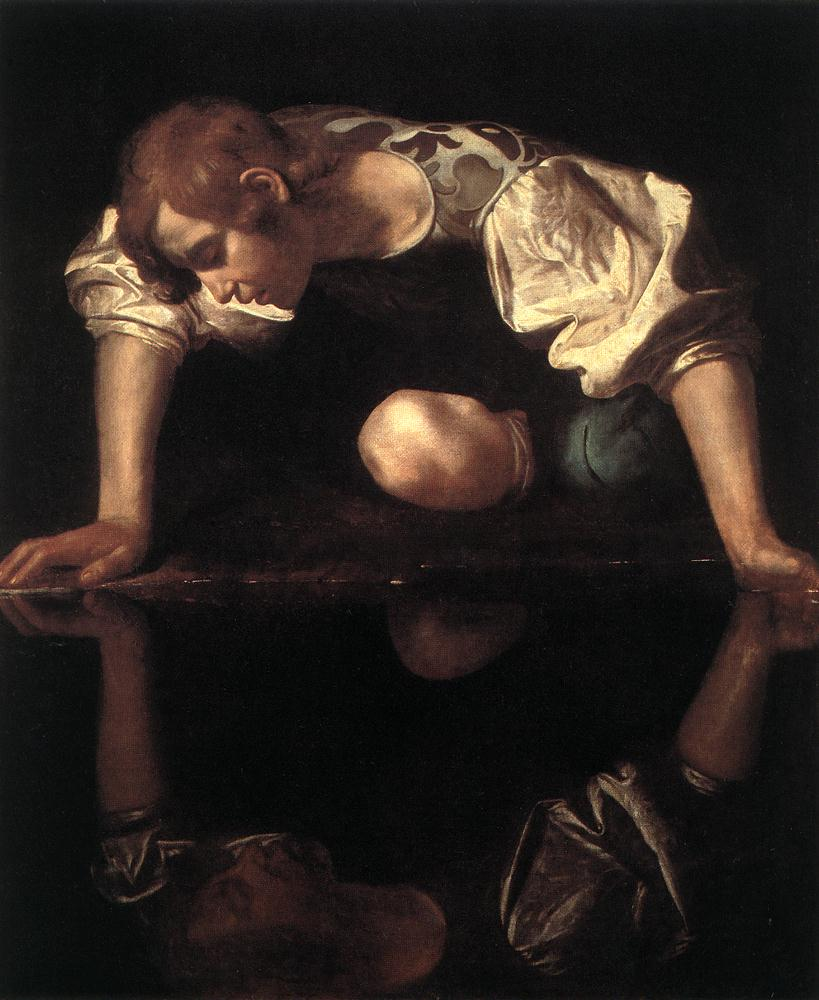
Caravaggio, Narciso, 1594-1596 (Galleria nazionale d'arte antica, Roma)

Il narcisismo, nel linguaggio di tutti i giorni, è la tendenza e l'atteggiamento psicologico di compiaciuta ed eccessiva ammirazione di sé stessi, per lo più sinonimo di egocentrismo, egoismo, vanità e autostima esagerata.
Applicato a un gruppo sociale, il narcisismo a volte indica elitismo o indifferenza nei confronti della condizione altrui.
In psicologia, il termine è utilizzato sia per descrivere l'amor proprio, cioè l'amore per sé stessi, sia uno  schema patologico molto specifico di vergogna, perfezionismo, risentimento, vittimismo ed eventualmente odio di sé, che si riflette nelle relazioni con sé stessi e con gli altri. Se si accompagna al machiavellismo e alla psicopatia, il narcisismo è una delle caratteristiche della cosiddetta triade oscura.
Il termine narcisismo presenta quindi una vasta gamma di significati, a seconda che venga utilizzato per descrivere un tratto della personalità, un concetto della teoria psicoanalitica, un disturbo mentale, un problema sociale o culturale.

## Storia
La parola "narcisismo" proviene dal mito greco di Narciso. Secondo il mito, Narciso era un bel giovane che rifiutò l'amore della ninfa Eco. Come punizione, fu destinato ad innamorarsi della sua stessa immagine riflessa nell'acqua. Incapace di consumare il suo amore, Narciso "rivolge lo sguardo rapito nello specchio d'acqua, ora dopo ora" e infine viene mutato in un fiore che porta il suo nome, il narciso.
Il concetto di eccessivo amor proprio è stato riconosciuto e preso in esame nel corso della storia.
- Nell'antica Grecia il narcisismo si può includere nel concetto di hybris. Solo in tempi recenti è stato definito in termini psicologici.
- Nel 1898, Havelock Ellis, sessuologo inglese, utilizzò il termine «narcissus-like» in riferimento all'eccessiva masturbazione, per cui la persona diventa il suo stesso oggetto sessuale[4].
- Nel 1899 Paul Näcke fu il primo ad usare il termine "narcisismo" in uno studio sulle perversioni sessuali.
- Nel 1911 Otto Rank pubblicò il primo documento psicoanalitico specificamente interessato al narcisismo, collegando quest'ultimo alla vanità e all'auto-ammirazione[4].
- Sigmund Freud pubblicò un documento esclusivamente dedicato al narcisismo nel 1914 chiamato Introduzione al narcisismo[5].
- Nel 1923, Martin Buber pubblicò il saggio Ich und Du nel quale sottolineò che il nostro narcisismo ci porta spesso a relazionarci con gli altri come se questi fossero degli oggetti invece che nostri pari.
- Dal 2002, all'interno dei test ideati per individuare il narcisismo, i punteggi di coloro che risiedono negli Stati Uniti sono continuamente aumentati. Gli psicologi hanno suggerito un collegamento con il fenomeno dei servizi di rete sociale[6].

## Narcisismonel linguaggio corrente
Nel linguaggio corrente, la parola "narcisismo" indica
(Treccani, v. narcisismo)

## Narcisismo carente, negativo e patologico in psicologia
Attualmente gli psicologi pensano al narcisismo come un "continuum" che va da "carente" a "negativo" a "patologico".

### Narcisismo sano
Il concetto di narcisismo sano è stato coniato per la prima volta da Paul Federn e ha guadagnato importanza negli anni '70 attraverso la ricerca di Heinz Kohut e Otto Kernberg.
Il "narcisismo sano" è un senso positivo di sé che è in linea con il bene più grande.
Secondo Heinz Kohut, le caratteristiche del narcisismo sano sono:
- Forte autostima.
- Empatia per gli altri e riconoscimento dei loro bisogni.
- Autentico concetto di sé.
- Rispetto e amore di sé.
- Saper sopportare le critiche degli altri mantenendo un'autostima positiva.
- Fiducia nel fissare e perseguire obiettivi e realizzare le proprie speranze e i propri sogni.
- Resilienza emotiva.
- Sano orgoglio di sé e dei propri risultati.
- La capacità di ammirare ed essere ammirati.

Più di recente, Andrew P. Morrison (1989) ricorda che una certa quantità di narcisismo permette di equilibrare le proprie esigenze in relazione con gli altri. Anche secondo Craig Malkin (2016) un livello troppo basso di narcisismo sano non è positivo per la persona. Nel narcisismo cosiddetto estremo, o patologico, invece, questo equilibrio si è rotto.

### Narcisismo patologico
Secondo gli psicologi, il narcisismo patologico non è ereditario, ma è una strutturazione della personalità che si origina nell'infanzia, più precisamente da quella che viene chiamata "ferita narcisistica", generalmente associata ai sentimenti di vergogna e di risentimento.
Di solito, il bambino che sarà un adulto narcisista ha avuto una famiglia ambiziosa, che lo ha ritenuto eccezionale o speciale, mentre ha biasimato o ridicolizzato le sue paure e i fallimenti. Questa "altalena" di lodi e denigrazione è diventata il discorso interno del bambino, che dipende dal giudizio dei genitori per definirsi e ha sviluppato così una bassa autostima. 

In questo tipo di famiglia, i genitori hanno generalmente giocato molto poco, oppure se lo hanno fatto, sono stati molto competitivi umiliando il bambino; inoltre tipicamente hanno ignorato o represso i suoi sentimenti autentici, specie se ritenuti negativi o sconvenienti, lasciando che nel bambino insorgesse un senso di vergogna (una delle frasi tipiche è "Non devi sentirti così"); al contrario, hanno molto lodato il bambino quando è riuscito a eseguire bene qualche "performance" e a soddisfare le attese.

Il bambino è quindi cresciuto "affamato" di riconoscimento e di lodi, e da adulto tende a vedere le persone senza sfumature: o come "perfette" o, all'opposto, come "senza valore", nel caso scopra il minimo difetto o assista al manifestarsi di un qualsiasi cedimento.
Un'altra causa possibile di narcisismo si ha quando, per qualche motivo, il rapporto fra genitore e figlio è invertito, e il bambino viene responsabilizzato al punto da dover accudire e proteggere i suoi genitori, quasi facendogli da padre o madre. È il caso, per esempio, dei figli di genitori malati, con disturbi psichiatrici o problemi di dipendenza, dei quali il figlio si prende cura, rinunciando a soddisfare i suoi bisogni.
Ancora un'altra causa possibile di narcisismo si ha quando una famiglia, anziché spingere verso l'autonomia, scoraggia le legittime ambizioni dei figli, eventualmente accusandoli di egoismo e ingratitudine. Questo può generare risentimento.
Una storia personale di carenze affettive e di accudimento, dove genitori e famigliari, loro per primi in situazione di sofferenza, non si sono occupati dei bisogni del bambino, eventualmente sminuendoli, porta il futuro narcisista a vedere la sofferenza dell'altro come un ostacolo alla soddisfazione dei propri bisogni, a provare risentimento e al tempo stesso a sentirsi in colpa per il desiderio di prendersi cura di sé.
Se il bambino sente di essere stato vittima di forti ingiustizie, può nutrire del risentimento come meccanismo di difesa, e quindi arrivare all'età adulta con elevate aspettative su ciò che la vita dovrebbe concedergli come risarcimento.
Questa persona negli anni diventa estremamente esigente e giudicante con sé stessa e con gli altri; è sensibile alla vergogna  e insofferente alle critiche, che vive come un giudizio sulla sua personalità; tenderà a concepire le relazioni umane come basate sul potere e il controllo (in una relazione, in una discussione, si "vince" o si "perde"). Per evitare le emozioni negative, può cadere in diverse forme di dipendenza o anche imparare a usare tecniche seduttive e manipolatorie.
Il bullismo può essere fatto rientrare in questa dinamica.

#### Tratti e segni
David Thomas suggerisce che i narcisisti mostrino la maggior parte – a volte tutti – dei seguenti tratti:
- evidente concentrazione su sé stessi negli scambi interpersonali;
- mancanza di consapevolezza psicologica (vedi anche insight, egosintonico);
- difficoltà con l'empatia, incapacità di vedere il mondo dal punto di vista degli altri;
- difficoltà nel distinguere sé stessi dagli altri, gli altri sono visti come una loro "estensione";
- sfruttamento degli altri per i propri obiettivi, senza considerare il prezzo di tale azione;
- vulnerabilità alla vergogna oppure al senso di colpa;
- negazione del rimorso e della gratitudine;
- irritazione verso le persone che non li ammirano;
- adulazione verso le persone che li ammirano;
- ostentazione dei propri successi;
- finzione di successi inesistenti;
- ostentazione o finzione di competenza;
- altezzosità espressa con il linguaggio del corpo.

Secondo alcuni specialisti, il tratto narcisistico si caratterizza innanzitutto per l'ipervalutazione di sé e una grande componente competitiva, dove la performance è il metro principale di valutazione e autovalutazione.
A livello sociale, la persona narcisista è arrogante e svalutante, e tende ad avere poca empatia verso gli altri, tanto che reagisce con irritazione o perfino collera di fronte alla sofferenza delle persone vicine. Questo accade perché durante il suo sviluppo, il narcisista è stato trascurato od ostacolato a causa della sofferenza di una persona vicina, e ha imparato che deve sentirsi in colpa se osa pensare anche a sé stesso. Giancarlo Dimaggio parla di "colpa altruistica", per descrivere la tipica situazione in cui il narcisista si sente in difetto quando si allontana da chi gli vuole bene per esplorare il mondo e, più in generale, quando si gode la vita senza pensieri. Quindi, per evitare di sentirsi in colpa, i narcisisti possono reagire con rabbia alla sofferenza, aggredendo chi sta male.
La sensazione di essere stati trascurati od ostacolati suscita generalmente risentimento. Questo sentimento può portare il narcisista a viversi come una vittima sfortunata e perseguitata, dagli altri e dalla vita in generale. Questo atteggiamento di vittimismo (victim playing) è stato descritto fra gli altri da Eric Berne (The Games People Play, 1964), Ronald Laing (Self and Others, 1969). Un esempio può essere la madre che accusa il figlio di averle "rovinato la vita" venendo al mondo. Tipicamente il narcisista, poiché si vive come una vittima, si sente autorizzato a pretendere alcuni trattamenti di favore (entitlement) e manipolare i suoi interlocutori per ottenere quello che vuole.
Inoltre, la persona narcisista vive un costante sentimento di vergogna e timore di essere "colta in fallo", di nuovo perché si è sentita spesso svalutata, sminuita o presa in giro quando ha manifestato qualche debolezza. Questo porta il narcisista a temere costantemente di essere giudicato o ridicolizzato da una sorta di "giudice interiore", il quale lo priva del piacere di vivere e di godere dei propri interessi, e lo costringe a condurre la sua vita con il comandamento di "eccellere". Al minimo errore o fallimento, il "giudice interiore" del narcisista lo declassa come fallito e incapace.
Da adulto, il narcisista applica lo stesso metro su se stesso e gli altri, che vede senza sfumature, cioè come una persona "di valore" o "senza valore". Appena gli viene fatto notare un minimo errore, il narcisista vede rimessa in discussione tutta la sua persona e può cadere in una spirale di odio di sé.
Il senso di colpa, la vergogna e il risentimento che ne deriva provocano profonda rabbia nel narcisista. Non a caso, un segno caratteristico delle persone narcisiste sono proprio gli accessi di collera o di pianto quando quello che fanno non è, ai loro occhi, abbastanza perfetto, oppure accade qualcosa che rimette in discussione il loro orgoglio e amor proprio. Heinz Kohut ha coniato per primo il termine "rabbia narcisistica" per indicare questi accessi di rabbia, sproporzionati rispetto al motivo per cui accadono, che sono motivati dall'orgoglio ferito.
Per paura del suo "giudice interiore", la persona che diventerà narcisista ha rinunciato precocemente ai suoi sentimenti e interessi autentici, e diventa progressivamente sempre più inconsapevole delle sue emozioni e dei suoi desideri. Di conseguenza, il sentimento di grandiosità che caratterizza il narcisista si accompagna in realtà, per lo più, alla sensazione di non vivere la sua vera vita e a sperimentare il vuoto e la mancanza di senso.
Inoltre, il timore di essere colto in fallo fa sì che il narcisista neghi di avere delle difficoltà e tenda invece a proiettare sugli altri debolezze o difetti che teme di avere. Questa tendenza, secondo Melanie Klein, è comune ad altre psicopatologie.

Per esempio, il narcisista che per qualche motivo prova un sentimento negativo, come vergogna o invidia, subito lo "trasferisce" sugli altri: può criticare qualcun altro che è "peggio di lui", oppure attribuire il suo stesso stato d'animo a un'altra persona ("Non sono io che lo invidio, è lui che invidia me", ecc.). Ciò gli permette di giudicare negativamente gli altri, anziché sé stesso. 

Un'altra forma in cui si manifesta la proiezione è la tendenza del narcisista a voler "salvare" o meglio correggere un'altra persona che considera "difettosa". Per esempio, un genitore narcisista può essere ipercritico e controllante con il figlio, al quale attribuisce le debolezze che teme di avere lui stesso. In questo modo, il narcisista si sta prendendo cura di sé, ma non sta ascoltando i bisogni dell'altra persona.
Essendo sensibile al sentimento di vergogna, il narcisista tende a non assumersi la responsabilità delle sue azioni. Può per esempio negare di avere detto o fatto una determinata cosa, e per evitare di essere messo alle strette, può insinuare che il suo interlocutore abbia vuoti di memoria, o che si inventi le cose, o ancora che sia troppo stupido per capire quello che intendeva "veramente" dire. Questo meccanismo di difesa è chiamato in gergo tecnico gaslighting ed è considerato una forma di manipolazione psicologica.

#### Narcisismo apparente e nascosto
Una prima suddivisione è quella fra narcisismo "apparente", anche detto "grandioso" e narcisismo "nascosto" anche detto "vulnerabile"
- il narcisista apparente o grandioso si distingue per il distacco emozionale e la bassa tolleranza alle critiche. Il suo atteggiamento tende a essere arrogante, del tipo "Lei non sa chi sono io"[26]. Se riceve critiche, reagisce con rabbia, sdegno e insolenza. Le sue relazioni interpersonali possono essere di breve durata e scarsa entità, a causa dell'incapacità di percepire le emozioni di chi ha di fronte e la tendenza a offendere la sensibilità altrui[27].
- il narcisista nascosto o vulnerabile si distingue per il rimuginio, l'ansia e l'evitamento delle relazioni. Il suo atteggiamento tende a essere risentito, del tipo "Non ho la vita che mi merito": tipicamente prova risentimento verso una specifica persona o gruppo di persone, che considera responsabile della sua frustrazione ("Se solo avessi avuto altri genitori, un'altra educazione, altri amici, meno concorrenti... avrei avuto un successo straordinario")[28]. Se riceve critiche, può entrare in una spirale di odio di sé. Per evitare questo, talvolta opta per l'isolamento e il ritiro sociale, che nasconde il senso di grandiosità.

Il comportamento del narcisista può conseguire risultati elevati, grazie all'insensibilità alle critiche ed alla sicurezza, ma l'intolleranza alla critica ed il costante bisogno di sentirsi ammirati può invece portare al fallimento. Questo può portare a sviluppare depressione: in forma leggera ma cronica, detta distimia o "depressione ad alto funzionamento", oppure in forma più grave detta disturbo depressivo maggiore. Al contrario, lunghi periodi di sentimenti di grandiosità possono associarsi ad uno sviluppo di umore ipomaniacale.

#### Disturbo narcisistico della personalità
Così come il narcisismo si colloca su un continuum da sano a patologico, anche il narcisismo patologico non ha sempre la stessa gravità, ma si colloca piuttosto su uno "spettro" da forme leggere a gravi. La forma più grave di narcisismo è chiamata disturbo narcisistico della personalità: la persona che ne è affetta sopravvaluta le sue capacità e ha un bisogno patologico di ammirazione. Questo disturbo è definito nella quarta versione del Manuale diagnostico e statistico dei disturbi mentali, ma è stata formulata una proposta per rimuoverlo dalla quinta versione. Alcuni individui affetti da questo disturbo possono avere serie difficoltà a sperimentare l'amore.

#### Narcisismo maligno e benigno
Molti studi attuali supportano questa suddivisione . Non è registrata nel Manuale diagnostico e statistico dei disturbi mentali (DSM-5) ma è considerata utile per distinguere i casi in cui la persona con tratti narcisistici è disposta a danneggiare il prossimo: si parla in quel caso di narcisismo maligno.
La persona affetta da narcisismo maligno può diventare molto pericolosa.
Narcisismo, machiavellismo e psicopatia compongono la cosiddetta triade oscura della personalità: si tratta di un insieme di tratti comportamentali considerati come predittori di psicopatologie e comportamenti antisociali ed immorali.

#### Narcisismo digitale
Le persone affette da narcisismo sembrano particolarmente vulnerabili alla Dipendenza da Internet, in quanto "il mondo virtuale diventa un'irresistibile tentazione per esprimere la propria onnipotenza".
Il narcisismo digitale simile per certi aspetti all'egosurfing si caratterizzerebbe per uno smoderato culto della personalità, dell'apparire e di esibirsi sul web con i propri scritti, foto, video e messaggi; complici le applicazioni web 2.0 che sebbene consentano a qualsiasi utente di creare contenuti con facilità, sono poi fonte di mire commerciali che vanno distinte tra ricerche professionali e non, a mero sfogo di una subcultura dispersiva dove uso comportamenti aggressivi distruttivi possono rivelarsi solo dopo essersi esposti, in particolar modo contro la figura femminile. Per alcuni autori, come Andrew Keen (nel suo libro The Cult of the Amateur) il web partecipativo fatto di blog, video-audio-foto sharing (autoprodotti), twitter, mash-up facilita la creazione di prodotti autoreferenziali, autocitazioni che se vanno a gratificare il narcisismo digitale dall'altra espongono le persone a possibili interpretazioni aggressive.

#### Dinamiche di coppia
Il partner narcisista può instaurare una relazione tossica, anche detta di dipendenza affettiva. Un tipo caratteristico di dipendenza affettiva è quella che segue le tre fasi "love bombing", "gaslighting" e abbandono:
1. love bombing ("bombardamento d'amore"): fase di corteggiamento in cui la persona narcisista sembra letteralmente adorare il suo partner ed è pronta a fare qualunque cosa per guadagnare la sua fiducia. Un segno caratteristico del "bombardamento d'amore" è quello di bruciare tappe, per esempio proponendo un matrimonio dopo pochi giorni di conoscenza reciproca.
2. isolamento, gaslighting e "triangolazione": la persona narcisista inizia a entrare in conflitto con la cerchia di amici e famigliari del partner e li critica pesantemente ponendo il partner di fronte a un ricatto emotivo "Scegli: o lui/lei o me". Di solito critica una persona per volta, in modo che il partner si sente obbligato a tagliare i rapporti prima con un amico, poi con un altro amico, poi con un famigliare... come condizione per mantenere viva la relazione con la persona narcisista[36]. Questa fase di progressivo isolamento può durare mesi o anni, e per questo motivo non è sempre facile capire che cosa sta succedendo. Il partner finisce per ritrovarsi completamente solo. Nello stesso tempo la persona narcisista può iniziare a svalutare, sminuire il partner e perfino a farsi vedere in atteggiamenti poco consoni con altre donne/altri uomini (triangolazione), per poi accusare il partner di "inventarsi" le cose (gaslighting);
3. abbandono: quando il partner ha perso la propria autostima, diventa "poco interessante" per la persona narcisista, che lo sostituisce rapidamente con qualcun altro.

Le dinamiche possono cambiare notevolmente a seconda del tipo e del grado di gravità di narcisismo. Si parla di codipendenza o di conarcisismo per indicare il comportamento del partner che si trova in una relazione di dipendenza affettiva con una persona narcisista. Il caso più diffuso sembra quello dove l'uomo è narcisista mentre la donna è codipendente.
In generale, si è osservata la tendenza a replicare da adulti i comportamenti interiorizzati da bambini. Può accadere per esempio che una bambina trascurata o maltrattata dal padre, da adulta cerchi compagni "devianti", mentre un bambino ignorato o maltrattato dalla madre una volta adulto potrebbe avere comportamenti controllanti, e nei casi più gravi, di stalking.

#### Dinamiche familiari
Mentre ci sono molti studi sulle personalità narcisiste, non ci sono ancora molti studi sugli effetti che ha sul bambino il fatto di essere figlio di un narcisista. Dato che però la generazione dei "millennials" sembra preda di una vera e propria "epidemia" di narcisismo, alcuni studiosi ritengono che sarà necessario investigare meglio queste dinamiche.
Tipicamente il genitore narcisista impone al figlio un'inversione di ruoli: si parla di genitorializzazione per indicare quelle situazioni in cui è il figlio a doversi fare carico del benessere del genitore, che non tollera critiche e reagisce con crisi di collera o di pianto se il bambino si sottrae alle sue richieste. Si considera in pratica che il bambino, per poter accontentare il genitore narcisista, deve rinunciare al suo "vero sé stesso", rinnegando la propria vera identità.
Vengono individuati due tipi di genitore narcisista
- disinteressato : poiché il bambino non gli fornisce continuo feedback di conferma e adulazione, il genitore narcisista perde interesse per lui, lo ignora e trascura, cercando soddisfazione altrove. Tuttavia se il bambino ha successo (es. buoni risultati a scuola), questo diventa una sorta di "trofeo" che il genitore esibisce in pubblico. Salvador Minuchin ha parlato di "disimpegno" per indicare la situazione in cui la famiglia trascura i bisogni dei figli[46].
- controllante : vede il figlio come debole, bisognoso di aiuto e di protezione. È ansioso, "si preoccupa" costantemente per il figlio, lo monitora e lo corregge continuamente, al tempo stesso chiedendogli feedback sulla sua "bravura" come genitore. Fa molta fatica a rispettarne i confini, anche emotivi. Non riesce ad accettare l'autonomia del figlio e ricorre alla manipolazione psicologica se cerca di sfuggire al suo controllo, per es. suscitando senso di colpa[47]. Salvador Minuchin ha parlato di invischiamento per indicare una tendenza famigliare a occuparsi gli uni degli altri e dove i confini tra i membri sono confusi[46].

Entrambi i tipi di genitore narcisista hanno una bassa tolleranza per gli insuccessi, e possono offendere e insultare il figlio o negargli il loro affetto, se questi non incontra i loro standard di perfezione. Al tempo stesso, possono entrare in competizione con il bambino, che viene sollecitato ad avere successo "ma non troppo", per non metterli in ombra. Crescendo il bambino può diventare una persona di grande successo oppure auto-sabotarsi, o tutti e due.
Può capitare che il genitore narcisista abbia delle preferenze molto marcate. Il bambino preferito viene chiamato dagli psicologi "bambino d'oro" (golden child): è il bambino con cui il genitore si identifica e che raccoglie, ai suoi occhi, tutte le sue stesse virtù. Il bambino d'oro viene investito di grandi aspettative riguardo alla sua realizzazione personale, che viene usata come 'prova' che va tutto bene. Il bambino indesiderato invece viene chiamato "capro espiatorio" (scapegoat child): è il bambino su cui il genitore narcisista proietta tutti i suoi difetti, che "non ne fa una giusta", e che sembra predestinato a essere un fallimento totale. Mentre il bambino d'oro è circondato di attenzioni, sul bambino capro espiatorio il genitore narcisista può esercitare diverse forme di violenza psicologica o anche fisica. Nelle famiglie più disfunzionali, il genitore può istigare il bambino d'oro a maltrattare il bambino capro espiatorio, che assume il ruolo di "pecora nera" della famiglia (triangolazione). Può accadere anche che il bambino si ribelli alle aspettative del genitore e passi per questo motivo dallo status di bambino d'oro a quello di capro espiatorio.
Sia lo stile genitoriale "disinteressato" che quello "controllante" possono instillare risentimento e vergogna nei figli, suscitando in questo modo narcisismo. Un bambino cresciuto da genitori narcisisti non sempre diventa narcisista a sua volta, ma secondo alcuni studi è più probabile che il primogenito e l'ultimogenito sviluppino dei tratti di personalità narcisistica, che non i figli mezzani.
Un'altra possibilità invece è che il comportamento dei genitori generi soprattutto una grande insicurezza nel bambino, il che può tradursi da grande in una personalità codipendente, cioè con la tendenza ad adeguare la propria personalità rinunciando a parti di sé per non scontentare gli altri. I bambini che diventeranno codipendenti hanno imparato a mettere le esigenze del genitore davanti alle proprie e si sono abituati a considerare come "egoismo" qualunque tentativo di autonomia"".La persona codipendente, non a caso, è particolarmente "attratta" dalle personalità narcisiste, con cui può replicare i modelli di comportamento imparati da bambino.
Secondo Craig Malkin, una persona che è stata cresciuta da uno o due genitori narcisisti tipicamente mostra le seguenti caratteristiche:
- abitudine ad autocriticarsi di continuo (self-blame);
- paura cronica di "disturbare", difficoltà a mettere "paletti" su quello che gli altri possono permettersi con lei, tendenza a negare i propri bisogni emotivi (echoism)[56]:
- uno stile di attaccamento insicuro, che si traduce in ansia generalizzata, in distacco emotivo, oppure nel tentativo di farsi accettare adeguando la propria personalità agli standard richiesti dal genitore;
- può avere uno o più episodi che gli specialisti chiamano "need-panic" in cui improvvisamente le modalità con cui si erano repressi i propri bisogni non funzionano più, e la persona "esplode";
- un estremo bisogno di indipendenza, da intendere però come una forma di evitamento delle relazioni.

Secondo Ramani Durvasula, altri tratti caratteristici sono
- l'ansia pervasiva;
- sintomi di Disturbo da stress post-traumatico;
- il perfezionismo
- la tendenza alla depressione;
- una scarsa capacità di regolazione delle emozioni
- eventuali disordini alimentari o dipendenza da sostanze;
- soprattutto uno scarso senso d'identità personale[42].

## Terapia del narcisismo patologico
Non c'è consenso fra gli psicologi riguardo alla possibilità di curare il narcisismo. Attualmente, secondo Anna Gasparre e Giancarlo Dimaggio non ci sono dati scientifici sul successo delle terapie.
Secondo alcuni, il narcisismo è di fatto incurabile perché la persona narcisista per definizione non ascolta e non desidera cambiare; inoltre, dato che è sensibile alla vergogna, è controproducente dire a un narcisista che è un narcisista. Secondo altri specialisti, la psicoterapia ha più possibilità di funzionare se si tratta di narcisismo "benigno".
Il problema risiede nel fatto che è abbastanza raro che la persona narcisista ricorra alla psicoterapia, in quanto è convinto della propria mancanza di valore e difficilmente si sente al sicuro in terapia, in quanto teme che il terapeuta possa "scoprire la verità" sul suo conto.
Può accadere però che la persona narcisista si rivolga allo psicoterapeuta per altri malesseri che attengono al narcisismo, come ansia, depressione, anoressia, vari tipi di dipendenza; in questi casi, è importante che il terapeuta non lavori solo sul sintomo che ha portato la persona in terapia, bensì sul problema all'origine di questi malesseri. Il terapeuta può lavorare per esempio sui sentimenti caratteristici del narcisismo, come il senso di colpa, l'odio di sé, il rancore, la vergogna, il sentimento di vuoto e di mancanza di senso.
Un errore grave che può compiere il terapeuta è di cercare di "riportare alla realtà" la persona affetta da narcisismo, mettendo in discussione la sua maschera protettiva, per esempio ridimensionando i suoi successi: l'unico risultato che si può ottenere è di demolire la già fragile autostima del narcisista ed eventualmente peggiorarne i sintomi. 
Un altro errore è quello di costringere il narcisista a provare empatia per gli altri, prima che egli abbia imparato a provare empatia per se stesso, ottenendo un peggioramento del senso di colpa e dunque della rabbia.
Invece, una strategia che funziona meglio è invece quella di concedere spazio per sperimentare i piccoli piaceri e le passioni personali al di fuori della dimensione della "gara" in cui si vince o si perde.
Alcuni tipi di terapia che si sono mostrati utili con il narcisismo sono:
- Schema therapy
- Terapia della Gestalt
- Psicoterapia focalizzata sul transfert
- Trattamento basato sulla mentalizzazione
- Psicoanalisi

## Studi sul narcisismo

### Sigmund Freud
Sigmund Freud, che presenta il suo primo saggio sul narcisismo nel 1914 (Introduzione al narcisismo), ne amplia il significato introducendo i concetti di narcisismo primario e di narcisismo secondario o protratto.
Il narcisismo primario è inizialmente, per Freud, lo stadio intermedio tra l'autoerotismo e l'alloerotismo (o fase dell'amore oggettuale), nel quale il bambino investe tutta la sua carica erotica su sé stesso prima di rivolgerla verso altre persone. Nella fase del narcisismo primario, l'appagamento è ancora autoerotico, ma riferito ad un'immagine unificata del proprio corpo o ad un primo abbozzo di Io e non più puramente sessuale. Un arresto allo stadio autoerotico disporrebbe alla schizofrenia. Successivamente Freud pone tale narcisismo primario in una fase della vita antecedente a qualsiasi costruzione dell'Io, senza alcuna relazione oggettuale, come nella vita intrauterina e nello psichismo protomentale.

### Melanie Klein
Melanie Klein concorda con questa seconda versione, intendendo la relazione con la propria immagine come impossibile in un ambiente privo di relazioni. Secondo la Klein, infatti, anche il neonato è capace di sperimentare relazioni oggettuali d'amore e di odio e non può creare alcuna immagine se privato di esse. Il narcisismo secondario o protratto è invece il concetto di narcisismo nell'età adulta, e si riferisce come termine al ripiegamento sull'Io. Klein ha inoltre coniato il termine di identificazione proiettiva per indicare un meccanismo di difesa tipico del narcisista e di altre psicopatologie.

### Karen Horney
Karen Horney osserva che nella letteratura psicanalitica sono definiti narcisisti sintomi molto diversi tra loro accomunati dalla preoccupazione per se stessi e atteggiamenti naturali verso la propria persona. «In essi sono inclusi la vanità, la presunzione, il desiderio di primato e di dominio, il desiderio di essere amati unito all'incapacità di amare gli altri, l'appartarsi dai propri simili, la normale stima di se stessi, desideri e ideali creativi, l'ansiosa preoccupazione della propria salute, della propria apparenza, delle proprie facoltà intellettuali». Riferendosi all'infanzia, ricordando le cause che possono ridurre la fiducia, la capacità e l'iniziativa del bambino, Horney scrive che certi colpi subiti dall'amor proprio possono portare il soggetto a trasformarsi con la fantasia in un essere eccezionale. La psichiatra continua domandandosi se queste illusioni «non salvino l'individuo dall'essere completamente schiacciato, e non siano così una vera ancora di salvezza». In ogni caso, conclude, «l'individuo con tendenze narcisistiche si aliena da se stesso nel medesimo modo in cui si aliena dagli altri, e perciò è incapace di amare sia sé sia gli altri nella misura stessa del proprio narcisismo».

### Heinz Kohut
Tra gli psicoanalisti più vicini ai nostri giorni va annoverato tra i maggiori studiosi del narcisismo lo psicoanalista statunitense Heinz Kohut considerato tra i principali promotori delle più recenti tendenze di pensiero in seno alla psicoanalisi che vanno dalla psicoanalisi relazionale a quell'altra sua espressione dove si accentua ancor di più l'elemento intersoggettivo presente nella relazione che è appunto la psicoanalisi intersoggettiva e nella quale si potrebbe tradurre il concetto di «narcisismo come quête du sens».
Kohut definisce lo stato narcisistico della mente come un investimento libidico del Sé che non ha caratteristiche patologiche ma rappresenta un'organizzazione che esprime un tentativo di affrontare quelle situazioni maturative irregolari che inevitabilmente si verificano nello sviluppo infantile, e che tendono a idealizzare o contro-idealizzare l'imago genitoriale. Da questa operazione nascono, per Kohut, quell'amore/odio e attrazione/repulsione che caratterizzano l'ideale dell'Io, che ha il compito di gestire il mondo delle pulsioni, fino ad una maturazione e un equilibrio che fa emergere un diverso stadio dello sviluppo e favorisce una attenta riformulazione degli atteggiamenti.
Il principio della mitologia kohutiana è questo "oggetto idealizzato" che contiene le proprie immagini idealizzate del Sé e degli oggetti-Sé.

### Giorgio Sassanelli
In Italia, Giorgio Sassanelli (1982; 1989) si collega al pensiero di Kohut e vede il narcisismo come la dimensione di un'area della personalità coesiva che partecipa alla creazione di una trama organizzatrice, o connettore psichico, che fa da sostegno e contenimento alle esperienze mentali dell'individuo. Naturalmente, in modo parallelo alla strutturazione coesiva, può svilupparsi nel bambino un'organizzazione simbiotica e parassitaria che può rendersi responsabile di forme difensive e antilibidiche del narcisismo stesso che possono condurre a forme di sadismo e distruttività, in una specie di competizione negativa.

### Otto Kernberg
Otto Kernberg distingue tra il narcisismo normale che riflette un investimento libidico del Sé che favorisce l'integrazione di componenti libidiche e aggressive da quello patologico che tende all'investimento libidico di una struttura patologica del Sé permeata da onnipotenza e distruttività.

### André Green
André Green differenzia quindi il narcisismo a partire dalle categorie antropologiche vita e morte nelle versioni originarie dell'Eros e Thanatos freudiane, ma per quanto concerne il percorso clinico tendono a ridurne il significato causale, pertanto nelle patologie gravi soltanto troviamo la psicosi e la personalità borderline. Il narcisismo individuale non ha un'origine storica ben definibile, sarebbe come dover scoprire qualunque segno di esaltazione e marcarlo negativamente sarebbe già sintomo di subcultura. In pratica, occorre un approccio pedagogico terapeutico anche verso la storia.

### Jean Baudrillard
Secondo Jean Baudrillard, il narcisismo individuale si connette spesso a quello culturale: se in una società consumata dalla vanità, l'individuo tende a fuggire verso una consumazione della propria immagine, sarebbero le forme di negazione dell'alterità ad affogarsi in compiacimenti autoreferenziali. La diversità permette di comprendere la creatività come forma terapeutica del narcisismo più retrivo. Questa definizione sembra affine con quella di Postmoderno dove, come vide Baudrillard, occorre che questa imago sia accessibile per essere contenuto a rischio di patologie, mentre la scrittura narcisistica, può essere "scoperta" e quindi può essere recuperata come riparazione di ferite, di danni subiti, di oltraggi vissuti nel mondo reale dalle persone - dona attraverso questa piccola esposizione portatile, un'esperienza psicologica affine a un prodotto diaristico in cui il soggetto può ritrattare, superare, riparare i traumi senza che questo debba divenire un prodotto feticistico: restituisce la "ferita narcisistica" al quadro della rielaborazione propria necessaria e creativa.

### Arnold H. Modell
La sua raccolta "Psicoanalisi in un nuovo contesto" contiene tre capitoli sul narcisismo. Parla di "bozzolo" per descrivere la capsula di auto-difesa in cui si chiudono i narcisisti. Questo bozzolo li condanna a non avere una vera vita.

### Altri studi
Secondo una meta-analisi condotta su 437 studi e 123.000 persone, i narcisisti hanno circa il 20% di probabilità in più di esercitare aggressione fisica o verbale e/o qualche forma di bullismo.

## Nella cultura di massa
- Il personaggio di Tony Stark alias Iron Man, protagonista dell'omonimo fumetto della Marvel Comics è considerato un esempio di narcisista apparente[16]: carismatico, cordiale, gradevole, Tony Stark è però anche bramoso di potere, e disposto a usare sotterfugi e inganni anche ai danni dei propri alleati. Soffre di una dipendenza dall'alcol.
- Il personaggio di Miranda Priestly nel film Il diavolo veste Prada è pure un esempio di narcisista apparente[16]: Miranda vessa e umilia continuamente i suoi collaboratori e non esita a sabotare la loro carriera per salvarsi; ha un unico momento di cedimento quando suo marito chiede il divorzio, tuttavia l'unico dolore che ammette di provare non riguarda lei stessa, bensì le sue due figlie.
- Il personaggio di Wertheimer nel romanzo Il soccombente di Thomas Bernhard è un esempio di narcisista nascosto[16]. Iscritto al Conservatorio, ha grande talento per il pianoforte, ma è demoralizzato dal confronto con il suo compagno Glenn Gould, che si dimostra presto un genio assoluto. Invece di proseguire una carriera di musicista, Wertheimer abbandona gli studi e passa il resto della sua vita a tiranneggiare la sorella, finché quest'ultima abbandona la casa per sposarsi. A quel punto, lui si suicida, a pochi metri dalla casa dei novelli sposi.
- Il personaggio di Frank Underwood, nella serie televisiva House of Cards - Gli intrighi del potere è considerato un esempio di triade oscura[16]: politico ambiziosissimo e di successo, arriva a uccidere con le sue mani due persone che stavano per danneggiarlo politicamente.
- Il personaggio Tywin Lannister della serie Il trono di spade è pure considerato un esempio di triade oscura[16]: sovrano astuto e intelligente, freddo, calcolatore, spietato e dispotico, non esita a mettere i suoi figli l'uno contro l'altro; si vergogna di suo figlio Tyrion, perché è deforme e perché lo considera responsabile della scomparsa della sua amata moglie Joanna, che è morta dandolo alla luce. Per opportunismo, allestisce il tribunale che condanna a morte Tyrion, ma sarà proprio quest'ultimo a ucciderlo, mentre siede sulla latrina.
- Il personaggio di Gordon Gekko protagonista nel film Wall Street e nel suo seguito Wall Street - Il denaro non dorme mai è pure considerato un esempio di triade oscura[16]: "uomo fatto da sé" che si è fatto largo in modo duro e spietato, squalo dell'alta finanza che teorizza che "L'avidità, non trovo una parola migliore, è giusta".
- La canzone Perfect di Alanis Morissette nel suo album Jagged Little Pill descrive la relazione di un figlio con un genitore narcisista
- Il personaggio di Elisabeth Sparkle, protagonista del film horror The Substance (2024), è la vincitrice di un Premio Oscar che dopo alcuni anni viene licenziata da uno show, perché "troppo vecchia" per il suo ruolo. Elisabeth è dipendente dal successo di pubblico, non riesce ad accettare il corteggiamento di un vecchio compagno di scuola e anzi si vergogna di mostrarsi a lui, giudicandosi indegna dell'immagine di sé che vorrebbe trasmettere. Accetta una proposta di clonarsi, ma il suo clone la disprezza e arriva a mettere in pericolo la sua vita, pur di raggiungere il successo di pubblico.